# 语义网络
语义网络（英語：Semantic Network）常常用作知识表示的一种形式。它其实是一种有向图；其中，顶点代表的是概念，而边则表示的是这些概念之间的语义关系。语义网络是机读型字典（machine-readable dictionary）的一种常见类型。

## 语义关系
主要的语义关系包括若干方面。语义网络的一个例子是WordNet，英语的一个词典（lexicon）数据库。
维基百科的链接以及关键词汇所组成的结构其实也可以被当作语义网络的一个简单例子，因为它具有下列属性：
- 文章A与文章B是相连的
- 維基百科中所使用之文章A的名字，是文章B的進入點

這類的網路包含了相當鬆散的語義關連性，但是它對於人類的探索仍然是有用的。我們可以使用語義網路來呈現邏輯上的描述，例如：查爾斯·桑德斯·皮爾士的存在图、或者是約翰·弗洛里安·索瓦的概念图。
思维导图可以被认为是语义网络的一种自由变体。思维导图利用颜色以及图形来形成语义网络，从而激发人的创造力。

語義網絡的示例

## 語義網絡的基礎
當適合將「知識」理解為一組彼此相關的概念時，就可以使用語義網絡。
大多數的語義網絡都基於認知。由弧和節點組成，可以組成一個分類層次結構。語義網絡啟發了擴散激活、繼承與節點作為原型對象的想法。

## 例子

### Lisp中的語義網絡
使用關聯列表。表明金絲雀（canary）與企鵝（penguin）同為鳥類（bird）。
```
(
setq
 
*database*

'
((
canary
  
(
is-a
 
bird
)

           
(
color
 
yellow
)

           
(
size
 
small
))

  
(
penguin
 
(
is-a
 
bird
)

           
(
movement
 
swim
))

  
(
bird
    
(
is-a
 
vertebrate
)

           
(
has-part
 
wings
)

           
(
reproduction
 
egg-laying
))))

```

可以以“canary”為關鍵字參數，來使用“assoc”函數，藉此提取關於“canary”類型的所有信息。